# Colombia ai Giochi della XXX Olimpiade

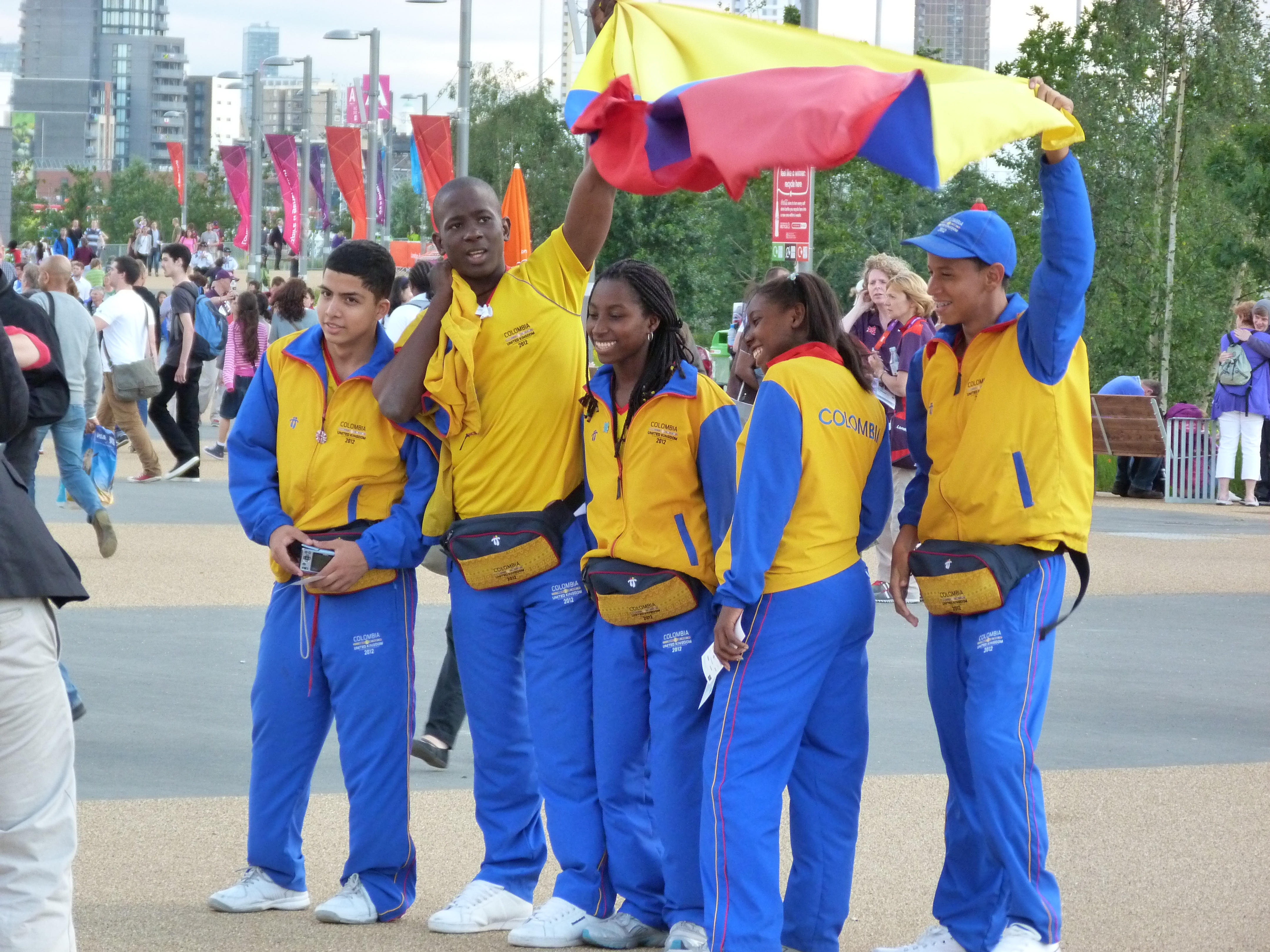

La Colombia partecipò ai Giochi della XXX Olimpiade, svoltisi a Londra, Regno Unito, dal 27 luglio al 12 agosto 2012, con una delegazione di 101 atleti impegnati in diciannove discipline.